# الهجرة العليا (كشر)

تعديل مصدري - تعديل

الهجرة العليا هي إحدى قرى عزلة خميس القاضي بمديرية كشر التابعة لمحافظة حجة، بلغ تعداد سكانها 229 نسمة حسب تعداد اليمن لعام 2004.